# Vlăhița
Vlăhița (em húngaro Szentegyháza) é uma cidade da Romênia com 7392 habitantes, localizada no distrito de Harghita.
É a comuna com maior porcentagem de húngaros de toda a Romênia, com 98,96% da população formada por sículos segundo o censo de 2011.